# Сен-Мартен-де-Саллан
Сен-Марте́н-де-Салла́н (фр. Saint-Martin-de-Sallen) — колишній муніципалітет у Франції, у регіоні Нормандія, департамент Кальвадос. Населення — 604 осіб (2011).
Муніципалітет був розташований на відстані близько 210 км на захід від Парижа, 27 км на південний захід від Кана.

## Історія
До 2015 року муніципалітет перебував у складі регіону Нижня Нормандія. Від 1 січня 2016 року належав до нового об'єднаного регіону Нормандія.
1 січня 2016 року Сен-Мартен-де-Саллан, Комон-сюр-Орн, Кюрсі-сюр-Орн, Амар i Тюрі-Аркур було об'єднано в новий муніципалітет Ле-Ом.

## Демографія
Динаміка населення (INSEE ):
Розподіл населення за віком та статтю (2006):
| Стать | Всього | До 15 років | 15-24 | 25-44 | 45-64 | 65-85 | Понад 85 |
| --- | ------ | ----------- | ----- | ----- | ----- | ----- | -------- |
| Чоловіки | 244    | 53          | 27    | 80    | 57    | 27    | 0        |
| Жінки | 289    | 65          | 19    | 99    | 57    | 45    | 4        |
| \| Статево-вікова піраміда \| Статево-вікова піраміда \| Статево-вікова піраміда \| \| ----------------------- \| ----------------------- \| ----------------------- \| \| Чоловіки \| Вік \| Жінки \| \| 0 \| 85 + \| 4 \| \| 0 \| 80-84 \| 11 \| \| 0 \| 75-79 \| 8 \| \| 23 \| 70-74 \| 11 \| \| 4 \| 65-69 \| 15 \| \| 4 \| 60-64 \| 11 \| \| 11 \| 55-59 \| 8 \| \| 19 \| 50-54 \| 34 \| \| 23 \| 45-49 \| 4 \| \| 23 \| 40-44 \| 27 \| \| 27 \| 35-39 \| 23 \| \| 11 \| 30-34 \| 15 \| \| 19 \| 25-29 \| 34 \| \| 8 \| 20-24 \| 8 \| \| 19 \| 15-20 \| 11 \| \| 19 \| 10-14 \| 11 \| \| 23 \| 5-9 \| 31 \| \| 11 \| 0-4 \| 23 \| |        |             |       |       |       |       |          |
| Статево-вікова піраміда |        |             |       |       |       |       |          |
| Чоловіки | Вік    | Жінки       |       |       |       |       |          |
| 0 | 85 +   | 4           |       |       |       |       |          |
| 0 | 80-84  | 11          |       |       |       |       |          |
| 0 | 75-79  | 8           |       |       |       |       |          |
| 23 | 70-74  | 11          |       |       |       |       |          |
| 4 | 65-69  | 15          |       |       |       |       |          |
| 4 | 60-64  | 11          |       |       |       |       |          |
| 11 | 55-59  | 8           |       |       |       |       |          |
| 19 | 50-54  | 34          |       |       |       |       |          |
| 23 | 45-49  | 4           |       |       |       |       |          |
| 23 | 40-44  | 27          |       |       |       |       |          |
| 27 | 35-39  | 23          |       |       |       |       |          |
| 11 | 30-34  | 15          |       |       |       |       |          |
| 19 | 25-29  | 34          |       |       |       |       |          |
| 8 | 20-24  | 8           |       |       |       |       |          |
| 19 | 15-20  | 11          |       |       |       |       |          |
| 19 | 10-14  | 11          |       |       |       |       |          |
| 23 | 5-9    | 31          |       |       |       |       |          |
| 11 | 0-4    | 23          |       |       |       |       |          |

## Економіка
2010 року серед 370 осіб працездатного віку (15—64 років) 272 були активними, 98 — неактивними (показник активності 73,5%, у 1999 році було 72,0%). З 272 активних мешканців працювало 259 осіб (141 чоловік та 118 жінок), безробітними було 13 (7 чоловіків та 6 жінок). Серед 98 неактивних 32 особи були учнями чи студентами, 40 — пенсіонерами, 26 були неактивними з інших причин.

У 2010 році в муніципалітеті числилось 230 оподаткованих домогосподарств, у яких проживали 586,5 особи, медіана доходів виносила 18 306 євро на одного особоспоживача